# Catfield
Catfield är en ort och civil parish i Storbritannien.   Den ligger i grevskapet Norfolk och riksdelen England, i den sydöstra delen av landet, 180 km nordost om huvudstaden London. Catfield ligger 6 meter över havet och antalet invånare är 848.
Terrängen runt Catfield är mycket platt. Runt Catfield är det tätbefolkat, med 319 invånare per kvadratkilometer. Närmaste större samhälle är Great Yarmouth, 19,6 km sydost om Catfield. Trakten runt Catfield består till största delen av jordbruksmark.